# 京都六大黒天霊場
京都六大黒天霊場（きょうとろくだいこくてんれいじょう）は、1989年（平成元年）6月に真言宗各派6寺によって開創された大黒天霊場 。

## 霊場一覧
| 札所番号 | 山号   | 寺号           | 宗派         | 本尊               | 大黒天       | 場所                       |
| -------- | ------ | -------------- | ------------ | ------------------ | ------------ | -------------------------- |
| 第１番   | 天王山 | 宝積寺（宝寺） | 真言宗智山派 | 十一面観世音菩薩   | 大山崎大黒天 | 京都府乙訓郡大山崎町       |
| 第２番   | 荒木山 | 大徳寺         | 真言宗御室派 | 不動明王           | 淀大黒天     | 京都市山科区西野山岩ケ谷町 |
| 第３番   | 法寿山 | 正法寺         | 真言宗東寺派 | 三面千手観世音菩薩 | 大原野大黒天 | 京都市西京区大原野南春日町 |
| 第４番   | 広沢山 | 遍照寺         | 真言宗御室派 | 十一面観世音菩薩   | 嵯峨野大黒天 | 京都市右京区嵯峨広沢西裏町 |
| 第５番   | 福聚山 | 平等寺         | 真言宗智山派 | 薬師如来           | 因幡堂大黒天 | 京都市下京区因幡堂町       |
| 第６番   | 円通山 | 大黒寺         | 真言宗東寺派 | 大黒天             | 伏見大黒天   | 京都市伏見区鷹匠町         |